# 란타놀라니아
란타놀라니아(학명:Lanthanolania ivakhnenkoi)는 기룡목 드레파노사우루스과에 속하는 기룡이다. 지금은 멸종된 종으로서 전체적인 몸길이가 4~6m인 거대한 기룡에 속한다.

## 특징
란타놀라니아는 바다의 생활에 적응하여 살았던 기룡으로서 그에 걸맞게 긴 목과 노처럼 변형된 다리를 가지고 있다. 그것은 바다에서 빠른 유영 속도를 내는 것을 가능하게 했으며 이는 먹잇감을 사냥하는 데에 매우 유용한 역할을 하였다. 눈은 크며 양턱에는 총 15~25개의 날카로운 이빨을 가지고 있다. 란타놀라니아는 부분적으로 확장된 두개골과 갈비뼈를 가지고 있으며 꼬리도 매우 길게 확장된 특징들을 가지고 있다. 분류학적으로 보면 란타놀라니아(Lantanolania, "잊혀진 정육점"이란 뜻이다.)는 러시아의 아르한겔스크 지방의 미들페미안(Wordian stage, 또는 동유럽에서 가장 위쪽에 있는 카자니아를 가르킨다.) 퇴적물에서 나온 디아피드의 멸종된 속이다. 그것은 홀로타입과 메센 구에 있는 글리드나야 슈슐랴 지역으로부터 거의 완전한 두개골인 PIN 162/56으로 알려져 있다. 그것은 처음에 션 P에 의해 이름이 지어졌다. 모데스토와 로버트 R.에 발표된 2003년에 레이즈(Reisz)의 종류는 란타놀라니아 이바켄코이(Lantanolania Ivakhnkoi)이다. 먹이로는 당대에 서식했던 물고기, 갑각류, 두족류 등을 잡아먹고 살았을 육식성의 포식자로 추정되는 종이다.

## 생존시기와 서식지와 화석의 발견
란타놀라니아가 생존했던 시기는 고생대의 페름기와 중생대의 트라이아스기 초기로서 지금으로부터 2억 9000만년전~2억 2000만년전에 생존했던 종이다. 생존했던 시기에는 러시아와 동유럽을 중심으로 하는 흑해와 지중해에서 주로 서식했었던 기룡이다. 화석의 발견은 2003년에 동유럽의 페름기에 형성된 지층에서 유럽의 고생물학자들에 의하여 처음으로 화석이 발굴되어 새롭게 명명된 종이다.

## 같이 보기
- 파충류
- 고생대
- 페름기
- 중생대
- 트라이아스기
- 기룡
- 화석